# Ліофілізація

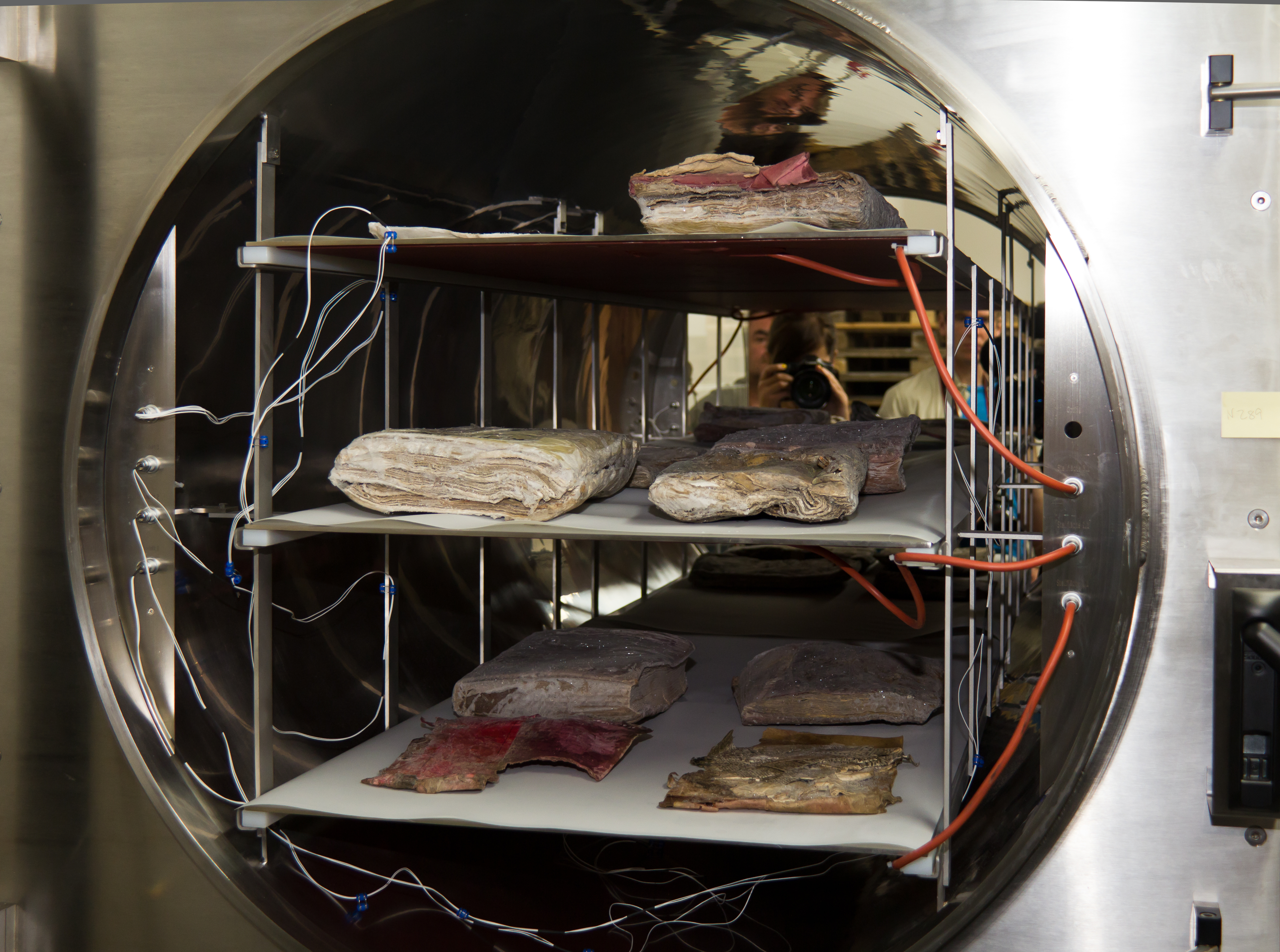
Наповнена сушильна установка для ударного замороження матеріалів архіву.

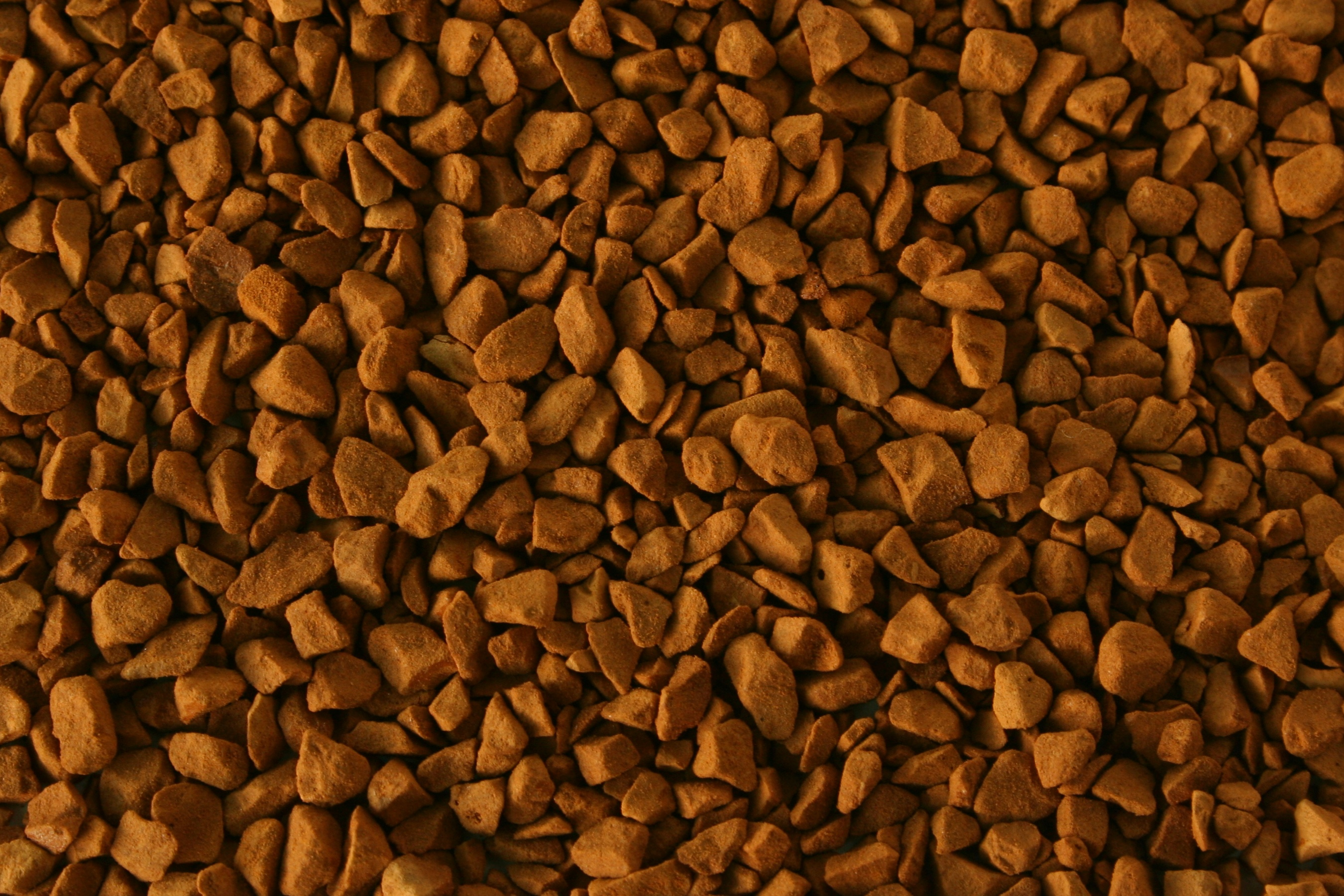
Кава, осушена сухим заморожуванням

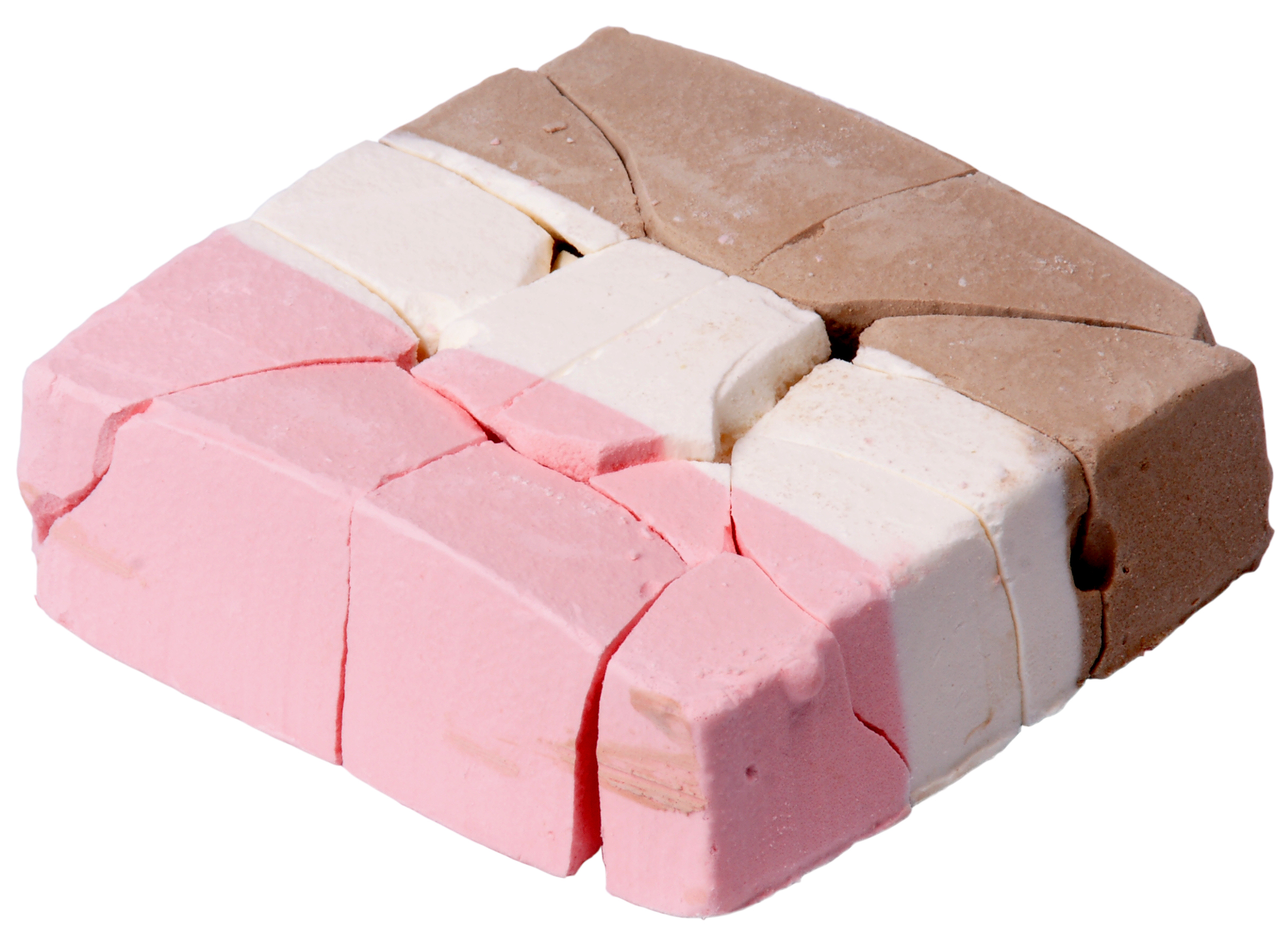
Сухо-заморожене Морозиво

Ліофілізація — осушення холодом з виморожуванням вологи у харчових продуктах чи інших матеріалах. Являє собою процес дегідратації для збереження оригінальних властивостей продукту, також з метою більш зручного транспортування. Виморожування працює шляхом осушування матеріалу в умовах пониженого тиску при низьких температурах. В основі методу лежить фізичне явище сублімації, при якому волога випаровується, оминаючи рідку фазу. Продукти, заготовлені таким методом, називаються сухо замороженими або ліофілізованими. Відповідно, ліофілізатами називаються матеріали чи медичні препарати, заготовлені методом ліофілізації.

## Розвиток використання

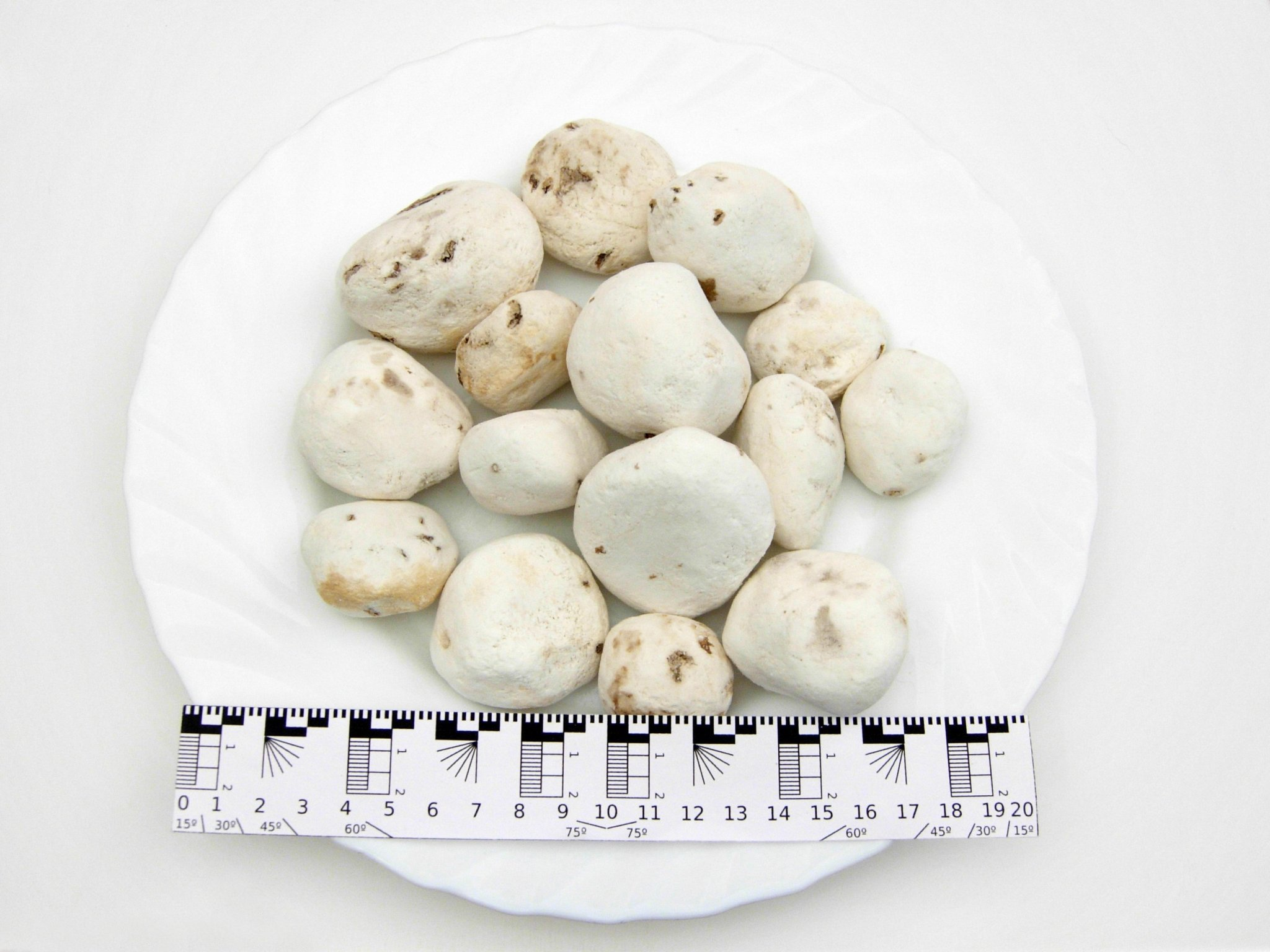
Біле чуньйо

Виморожені харчові продукти використовували древні інки. Популярна в Південній Америці виморожена картопля чуньйо.
Сучасні принципи сухого заморожування були розроблені та використовувались під час Другої світової війни. Наприклад,  Сироватка крові, яка відправлялась до Європи з США для лікування поранених потребувала дотримання холодового ланцюга в транспортуванні, але, по факту, сироватка псувалась не дійшовши до реципієнтів через неможливість одночасного підтримання низьких температур при транспортуванні. Техніка ліофілізації та підготовки плазми була пізніше розроблена як одна зі складових комерційної методики, яка разом з подальшою хімічною підготовкою плазми давала стабільну та не вибагливу до холоду транспортабельну плазму. Незабаром, був також розроблений процес сухого висушування пеніциліну та кісток — ліофілізація була визначена як один з пріоритетних напрямків консервації біологічного матеріалу. Незабаром, така методика перейшла в харчову сферу для збереження харчових продуктів. Спектр застосування охоплює і не обмежується: обробкою їжі, фармацевтичним використанням, діагностичними наборами, відновленням розмочених водою документів, обробкою мулу річок для наступних досліджень, виробництвом кераміки в виробництві напівпровідникових схем, виробництвом синтетичної шкіри, відновленням історичних експонатів.

## Етапи ліофілізації
Розрізняють чотири етапи: первинна обробка, заморожування, осушування, повторне сушення.

### Первинна обробка
Первинна обробка охоплює будь-який метод обробки, який може бути використано перед заморожуванням, наприклад, концентрування продукту, стабілізацію продукту, збереження вигляду продукту, обробку насиченою парою, збільшення поверхневої площі шляхом подрібнення тощо

### Заморожування
В лабораторних умовах такий процес проводять з розміщенням матеріалу в посудині, яка розміщується в оточенні сухого льоду, холодного метанолу, або рідкого азоту. Посуд може обертатись, щоб замороження відбувалось рівномірно. В більших масштабах, це виконується завдяки спецобладнанню. Важливим моментом в цьому є вимога, щоб матеріал охолоджувався при температурах, набагато нижчих чим потрійна точка — точка при якій можуть співіснувати три фази рідини. Це забезпечує саме сублімацію, а не танення. Щоб отримати більші кристали, продукт має бути замороженим повільно, можливо, з використанням циклів збільшення та зменшення температури — нормалізація температури товщі продукту. В випадку з їжею чи раніше живими клітинами, великі водяні кристали руйнують клітинні стінки, (проблема вперше помічена та вирішена Кларенсом Бердсаєм), значно знижуючи харчову цінність та текстуру продукту. В таких випадках, заморожування повинне використовуватись дуже швидко, охолоджуючи продукт нижче точки евтетичності швидко, не допускаючи таким чином формування водяних кристалів. Зазвичай, температура заморожування продуктів від −50 °C до −80 °C. Фаза замороження в лінійці підготування всього процесу часто є найважливішою, оскільки порушення саме в цій фазі можуть бути джерелом псування продукту.
Аморфні речовинине мають точки евтетичності, але мають критичну точку, нижче якої продукт має бути підтриманий для запобігання таненню або деформаціям під час первинного або вторинного осушення.

### Осушування
Під час первинної фази осушення, тиск понижується (до декількох міліатмосфер) та подається достатня кількість тепла до продукту для спричинення сублімації льоду. Кількість теплоти, необхідної для сублімації в конкретному випадку можна вирахувати використовуючи молекулярну приховану теплоту сублімації. В початковій фазі осушення, приблизно 95% вологи матеріалу сублімується. Ця фаза може бути повільною (в фабричних умовах до декількох днів), оскільки при швидкій подачі тепла може наступити повторний ріст кристалів води в перехідних шарах продукту з псуванням структури продукту.
В цій фазі тиск зазвичай контролюється частковим вакуумуванням. Вакуум пришвидшує сублімацію, виступаючи в ролі провокативного процесу випаровування. Тепло в такому технологічному процесі доноситься шляхом теплопроведення або опромінення. Конвекційні фактори проведення тепла не мають суттєвого значення в умовах низького тиску повітря.

### Повторне осушення
Фаза повторного осушення ставить за мету видалення молекул незамерзлої води, наморозі, оскільки лід був видалений в попередній фазі. З такою метою температуру навколишнього середовища можуть підвищувати, провокуючи швидке випаровування поверхневої вологи, більш того, можуть різко знижувати тиск, для пришвидшення процесу. Під кінець фази повторного осушення, вакуум, як правило, знімається та замінюється хімічно інертним газом, таким як азот, перед герметичним упаковуванням товару. До речі, така техніка пакування у регульованому газовому середовищі прийшла на зміну вакуумуванню. Під кінець фази повторного осушення, залишкова волога в продукті надзвичайно мала і становить від 1% до 4%.

## Властивості замороженої їжі
Якщо продукт, який був заготовлений шляхом ліофілозації є герметично запакованим і волога не потрапляє в середину упаковки — такий продукт може зберігатись при кімнатній температурі без холодильного обладнання і буде захищена від псування протягом багатьох років. Настільки тривале зберігання забезпечується тим, що вміст води в продуктах мінімальний, що своєю чергою інгібує розвиток наявних мікроорганізмів та ензимів, які в нормальних умовах є провідними факторами в псуванні їжі.